# Dinastia Isauriană

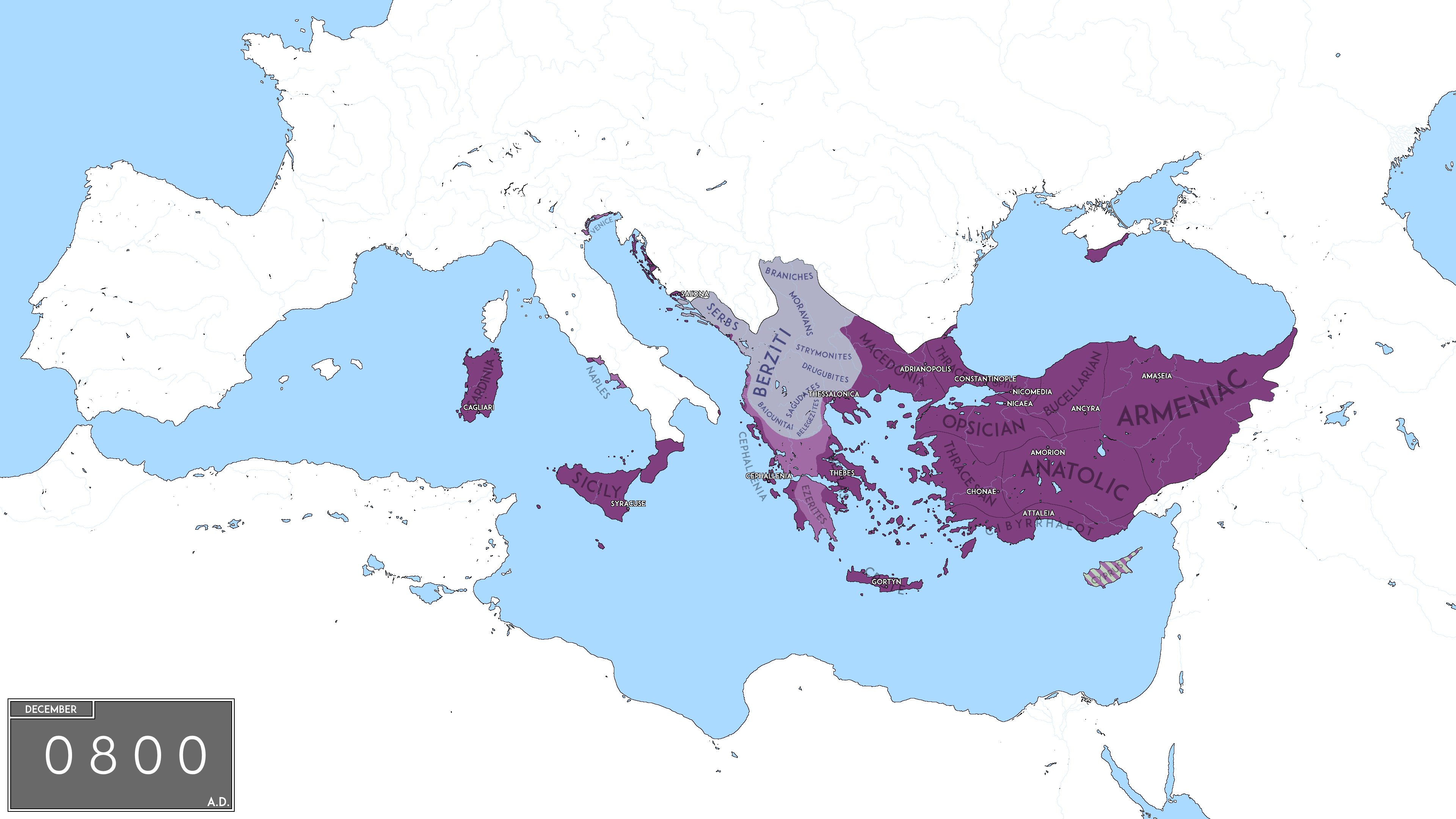
Imperiul Roman de Rasarit la incoronarea lui Carol cel mare ca Imparat.

Dinastia Isauriană a fost o dinastie bizantină care a domnit între 717 și 802. Familia era de origine isauriană (de unde și numele). În timpul acestei dinastii au fost recucerite unele teritorii care fusereră pierdute în timpul anarhiei din perioada 711 - 717. Dinastia a fost răsturnată în urma unei revolte împotriva împărătesei Irina.
Împărații din această dinastie au fost:
- Leon al III-lea al Bizanțului ; 717 - 741
- Constantin V Copronimul Nume-Murdărit ; 741 - 775 ; fiul lui Leon III
- Artabasdus Iubitorul de Icoane ; 741 - 743 ; fiul adoptiv al lui Leon III
- Nicefor ; 742 - 743 ; fiul lui Artabasdus
- Leon IV Kazarul ; 775 - 780 ; fiul lui Constantin V
- Constantin VI Orbul ; 780 - 797 ; fiul lui Leon IV și al Irinei
- Irina Ateniana(Irene) ; 790, 797 - 802 ; soția lui Leon IV